# Sandy Cowan
Alexander „Sandy“ Cowan (* 5. Februar 1879 in Chesley; † 8. Januar 1915 in Victoria) war ein kanadischer Lacrossespieler.

## Erfolge
Sandy Cowan war Mitglied der Winnipeg Shamrocks, mit denen er bei den Olympischen Spielen 1904 in St. Louis im ersten Lacrossewettbewerb der Olympischen Spiele antrat. Neben ihm gehörten außerdem George Cattanach, William Brennaugh, George Bretz, William Burns, George Cloutier, Élie Blanchard, Jack Flett, Benjamin Jamieson, Stuart Laidlaw, Hilliard Lyle und Lawrence Pentland zur Mannschaft. Cowan spielte dabei auf der Position eines Angreifers.
Neben den Winnipeg Shamrocks nahmen lediglich noch eine Mannschaft der Mohawk Indians of Canada und die Gastgeber aus St. Louis teil, die St. Louis Amateur Athletic Association. St. Louis bestritt seine erste Partie gegen die indianische Mannschaft und besiegte diese, womit sie ins Endspiel gegen die Winnipeg Shamrocks einzog. Mit 8:2 setzten sich die Shamrocks deutlich gegen St. Louis durch und Cowan erhielt wie seine Mannschaftskameraden als Olympiasieger die Goldmedaille.
Er beendete 1911 seine aktive Karriere und war im Anschluss sowohl als Lacrosse-Schiedsrichter als auch als -Kampfrichter tätig.